# ماري أغنيس كانتي
ماري أغنيس كانتي (بالإنجليزية: Mary Agnes Canty)‏ هي ممرضة وراهبة نيوزيلندية، ولدت في 22 مارس 1879، وتوفيت في 6 أكتوبر 1950.